# Дискалкулија
Дискалкулија представља појаву недограђености или поремећаја способности рачунања. Може да настане као последица дисхармоничности у развоју мисаоних структура и функција које чине основу способности рачунања или као последица озледе коре мозга. Сматра се да око oд 5% дo 10% људи има дискалкулију. Није јасно да ли је дискалкулија подједнако честа код девојчица као код дечака. Већина стручњака сматра да нема разлике. Један од научника који је проучавао дискалкулију је професор доктор Тијана Стојковић, пореклом из Кикинде 

## Облици дискалкулије
Постоје различити облици дискалкулије:
- Вербална – дете тешко усваја математичке изразе, односно математичку терминологију;
- Практогностичка - поремећај способности манипулисања са стварним или нацртаним објектима;
- Лексичка – поремећај способности читања математичких симбола и њихових комбинација (замена бројева сличних по изгледу, огледалско читање и писање двоцифрених бројева;
- Графичка – поремећај способности писања математичких симбола. Писање бројева у супротном смеру, изостављање, премештање или додавање бројева, погрешно писање знакова;
- Идеогностичка – поремећај способности разумевања математичких појмова и рачунања у себи;
- Операцијска (анаритметрија) – поремећај способности извођења рачунских радњи. Грешке се огледају у замењивању једне рачунске радње неком другом.

## Развојна дискалкулија
Развојна дискалкулија је појава тешкоћа или немоћи у освајању способности вршења рачунских радњи од самог почетка овладавања овим способностима. Појава не може да се објасни ниском интелигенцијом. Дете досегне одређени ниво интелигенције, али не и исти ниво оперативности мишљења у оквиру математичког мишљења.
Обично се јавља самостално, независно од квалитета овладаности лексичким способностима говора. Док деца успеју да реше задатке у простору дете у дидактичком материјалу очигледно не могу да исте те задатке и реше напамет, без очигледних средстава.
Деца са развојном дискалкулијом почињу знатно касније да користе бројеве у решавању неких конкретних задатака и проблема у животу. Поред тога, она не разумеју редослед. Умеју да напишу цифре, али им често замењују места. Тако на пример, број 14 могу написати као 41, при чему они сами не уочавају промену места. Или број 90 пишу као 910. Овако писање бројева среће се и код деце која освајају те појмове, а у време заметања првих облика оперативног мишљења. Такве грешке се брзо уоче и дете их савлада без тешкоћа, док са развојном дискалкулијом остаје у овој фази развијености поимања симбола којима се означавају бројчане вредности.

## Третман
Третман деце са дискалкулијом обухвата целокупну личност детета и траје дуже време.